# Gökyaka, Kemalpaşa
Gökyaka là một xã thuộc huyện Kemalpaşa, tỉnh İzmir, Thổ Nhĩ Kỳ. Dân số thời điểm năm 2010 là 106 người.